# Palinurídeos

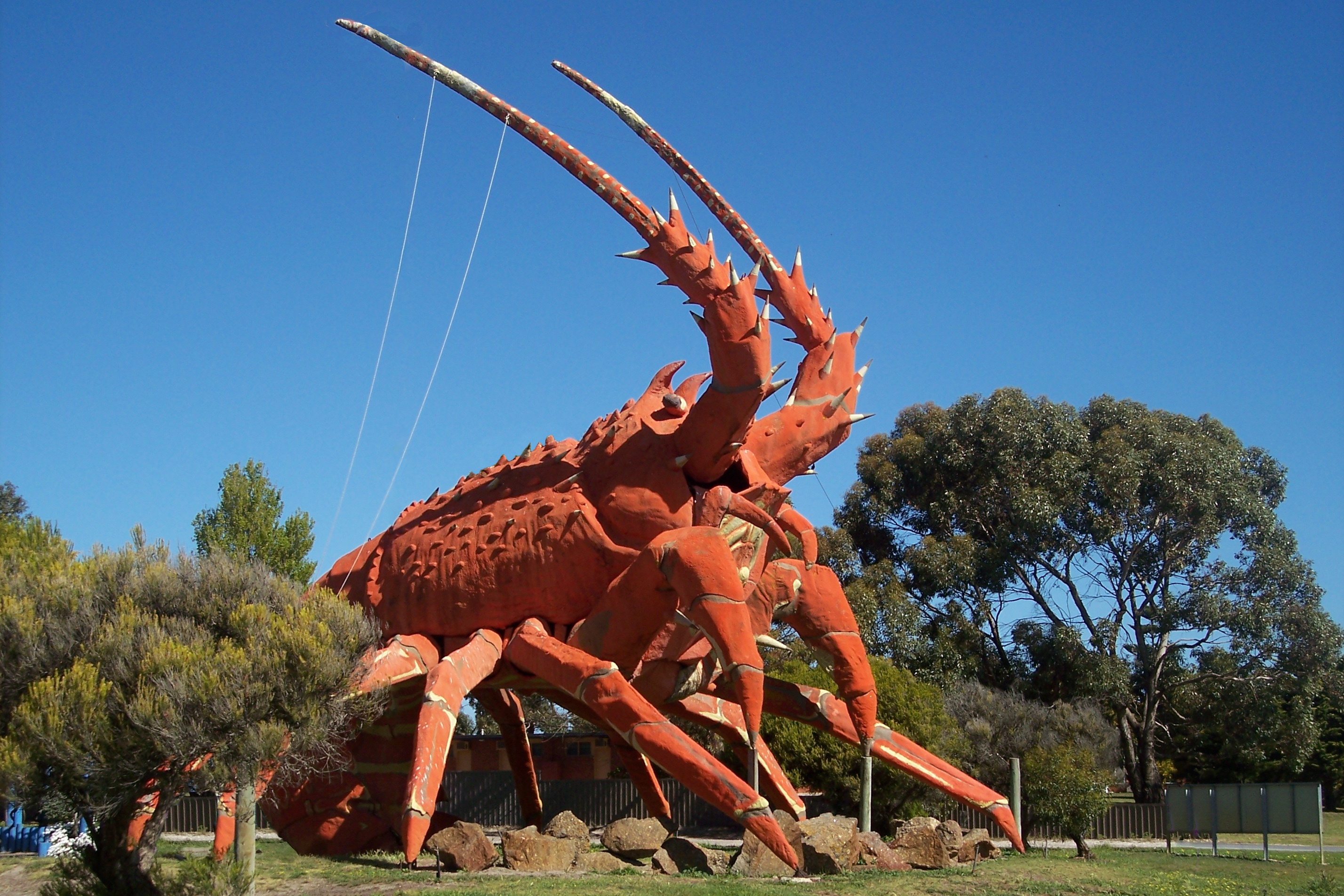
Larry, o lagostão.

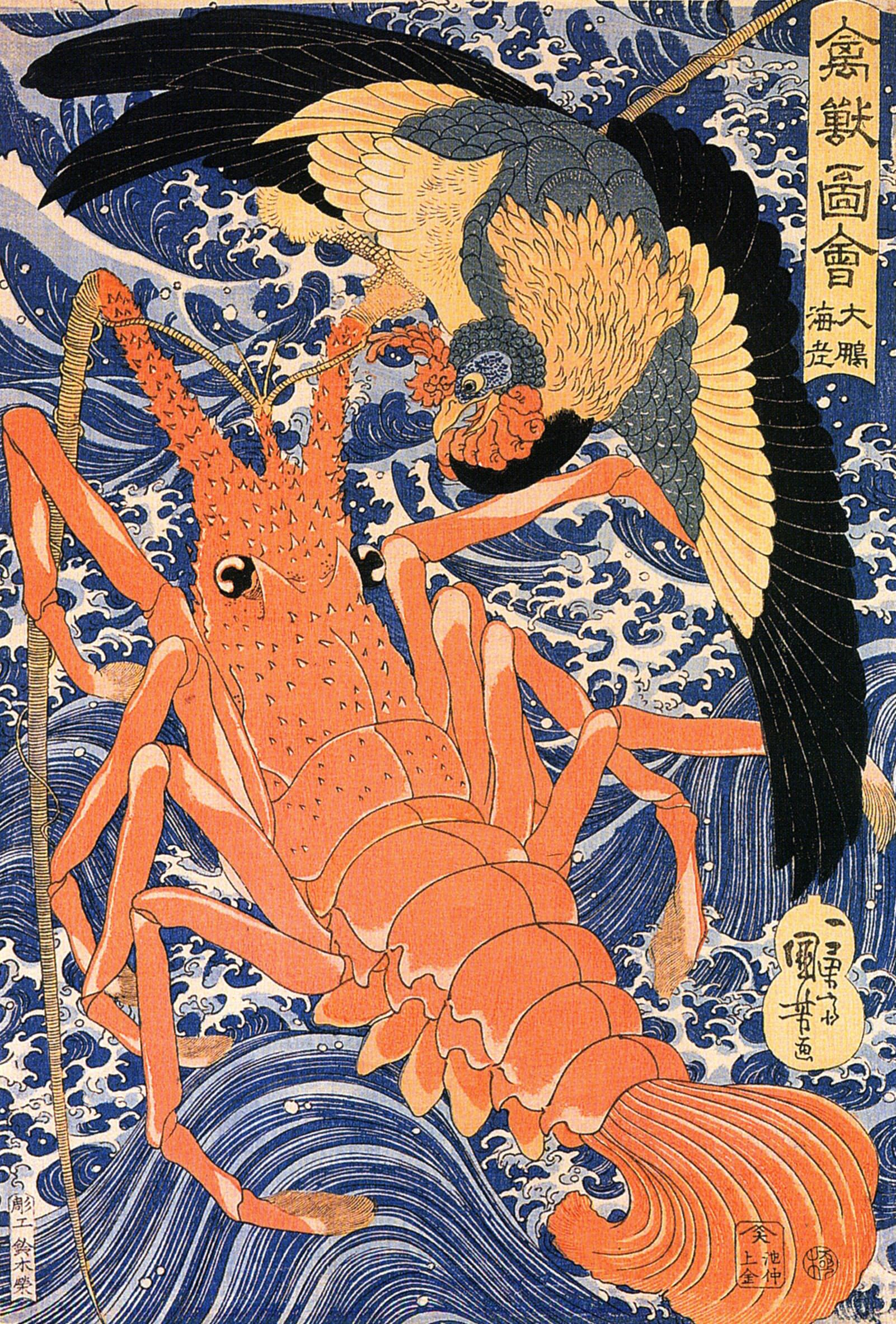
Pintura de ave e lagosta de Utagawa Kuniyoshi.

Os Palinurídeos (Palinuridae) Latreille, 1802, é uma família de lagostas, anteriormente incluídas no taxon Palinura, mas proposta por Scholtz & Richter para o novo clado Achelata.

## Descrição
As espécies da família Palinuridae caracterizam-se por terem antenas longas, formadas por vários artículos curtos, terminados por um "chicote", por apresentarem um par de cornos sobre os olhos e não terem um rostro desenvolvido; a carapaça tem geralmente várias fiadas de espinhos.
A pesca da lagosta é uma importante atividade económica em muitos países mas, devido às características biológicas destas espécies (crescimento lento, associado a baixa fecundidade), a sobrepesca e consequente diminuição dos recursos é um problema generalizado. No estado do Ceará (Brasil) as capturas de lagosta já chegaram a cerca de 8 000 toneladas mas, devido a métodos ilegais de captura e excessivo esforço de pesca, caíram para pouco mais de 2 000 t em 2007.